# Nada Surf
Nada Surf — американская инди-рок-группа из Нью-Йорка, образованная в 1992 году.

## История группы
Nada Surf была основана в 1992 году Мэттью Коусом (гитара, вокал) и Даниелем Лоркой (бас, бэк-вокал). Они играли во многих группах, таких как The Cost of Living и Becouse Becouse Becouse. Их первым барабанщиком был Дана. Но вскоре Дана был заменён на Аарона Конте, с которым группа записала свой первый сингл «The Plan/Telescope» (1994 — 7") и демо-кассету Tafkans.
Конте покинул группу в январе 1995 года, на его место пришёл Айра Эллиот, бывший барабанщик группы Fuzztones (1984—1985). Прибытие Эллиота пробудили в группе новую энергию; Коус и Лорка значительно возросли в музыкальном плане, отчасти не без помощи Эллиота.
На шоу в Knitting Factory, Nada Surf встретился бывший фронтмен группы The Cars и продюсер Weezer Рик Окасек. Без особой надежды они подарили ему копию Tafkans. Три недели спустя Окэсик перезвонил с известием о своем намерении выпустить альбом группы.
Результатом стал дебютный альбом Nada Surf High/Low, вышедший в 1996 году. Альбом получился весьма актуальным для 1996 года. Смесь постгранжа и альтернативного рока принесло успех диску. Особый успех имел сингл «Popular».
Их шестой альбом, If I Had a Hi-Fi, вышедший в 2010 году стал сборником из 12 любимых песен группы от других групп и исполнителей. Успех альбому принес кавер на сингл 1990 года Enjoy the Silence группы Depeche Mode.

## Дискография

### Альбомы
- High/Low (1996)
- The Proxymity Effect (1998)
- Let Go (2003)
- The Weight Is a Gift (2005)
- Lucky (2008)
- If I Had a Hi-Fi (2010)
- The Stars Are Indifferent to Astronomy (2012)
- You Know Who You Are (2016)
- Moon Mirror (2024)

### EPs
- Lucky Spain (2008)
- Karmiс (1995)

### 7"
- «The Plan» / «Telescope»
- «Deeper Well» / «Pressure Free»
- «Always Love» / «Where Is My Mind»

### Другое
- North 6 Street
- Live in Brusseles (2004)
- Eurockeennes DVD (2004)